# Castello di Musso
Il castello di Musso, situato nell'omonimo paese lombardo, è un fortilizio di origini medievali posto a guardia del lago di Como. Acquisì particolare rilevanza nel corso della prima metà del Cinquecento quando divenne quartier generale di Gian Giacomo Medici.

## Storia

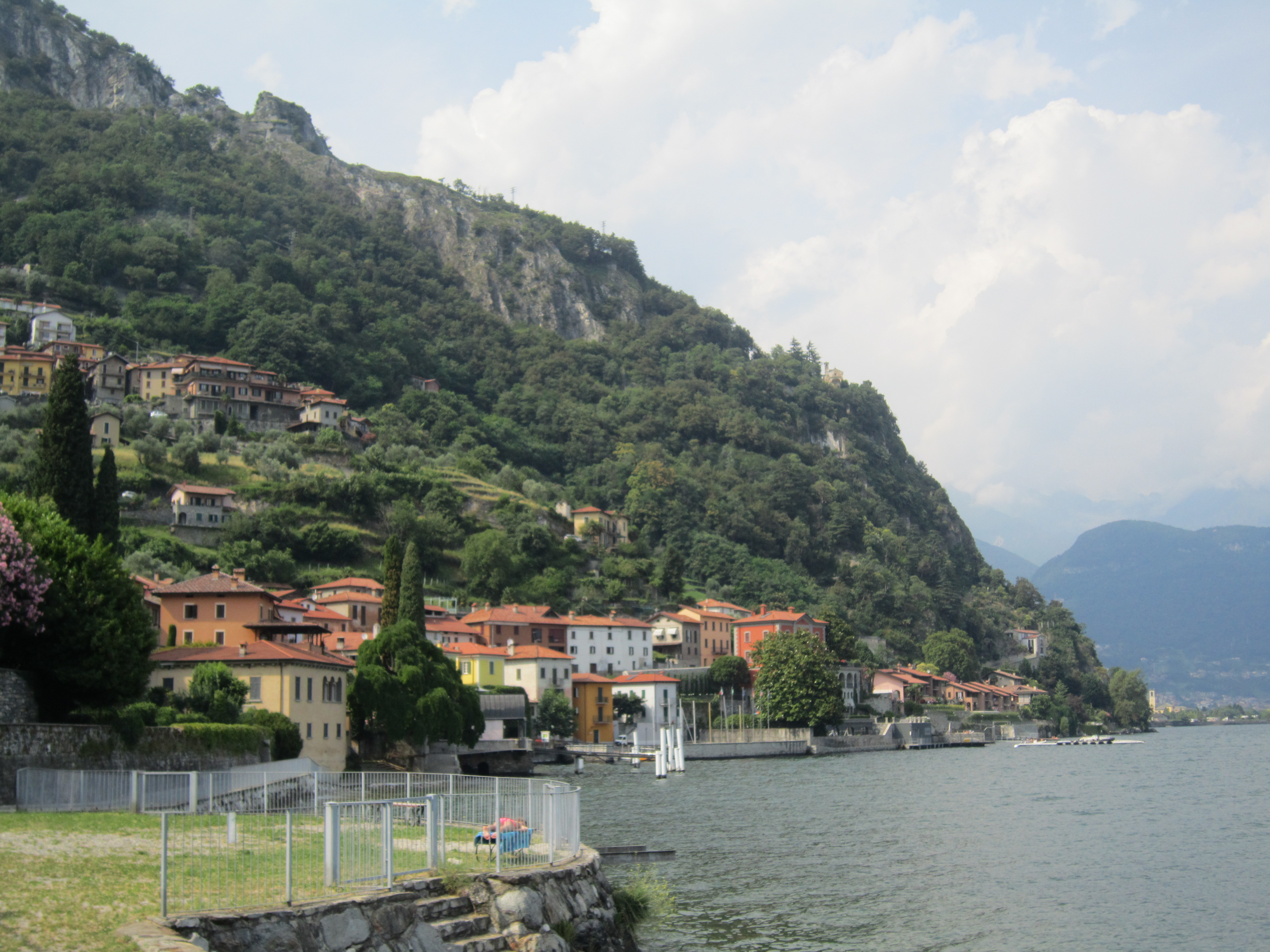
Lo sperone di roccia di Musso con il castello soprastante

Posti su uno sperone di roccia alto 300 m.s.m. che si estende tra Dongo e Musso e sovrastante l'antica Via Regina, si trovano ancora oggi i resti di quello che era un tempo la grande rocca di Musso, di cui ancora sono presenti gran parte delle mura perimetrali. L'area, funzionale per la difesa dei passaggi dalla Valtellina e dalla Valchiavenna verso la Pianura Padana, venne fortificata probabilmente già in epoche molto antiche (precedenti all'epoca romana). A conferma dell'antichità del sito, la chiesa di Sant'Eufemia, posta all'interno dell'area fortificata dal Seicento, è stata costruita sopra una precedente cappella altomedievale ed è possibile che tale struttura sia stata a sua volta costruita sopra un luogo di culto pagano come testimonierebbe un'ara sacrificale dedicata alla dea Diana ritrovata ai piedi della rupe all'inizio del Novecento, durante i lavori per l'allargamento della strada sottostante.
Le prime notizie storiche certe che abbiamo sul conto della fortificazione risalgono però al 1350 quando il castello ed il piccolo borgo presente risultano essere possedimento della famiglia Malacrida, antica famiglia guelfa di Como trasferitasi a Dongo, la quale lo acquistò all'asta dal comune di Como. Nel 1406, Giovanni Malacrida ottenne in feudo dal duca Giovanni Maria Visconti le terre di Musso e Poschiavo, privilegi confermati nel 1422 da Filippo Maria Visconti; tali benefici vennero riconfermati da Francesco Sforza nel 1450. In questo periodo, anche in particolare col concorso dei Visconti, vengono rafforzate le strutture difensive, ma il feudo venne privato ai Malacrida nel 1472 da parte degli stessi Sforza in quanto la famiglia si era proditoriamente impossessata della parte montuosa sovrastante la rocca, espandendo le fortificazioni, contravvenendo così alle disposizioni dei duchi di Milano. 

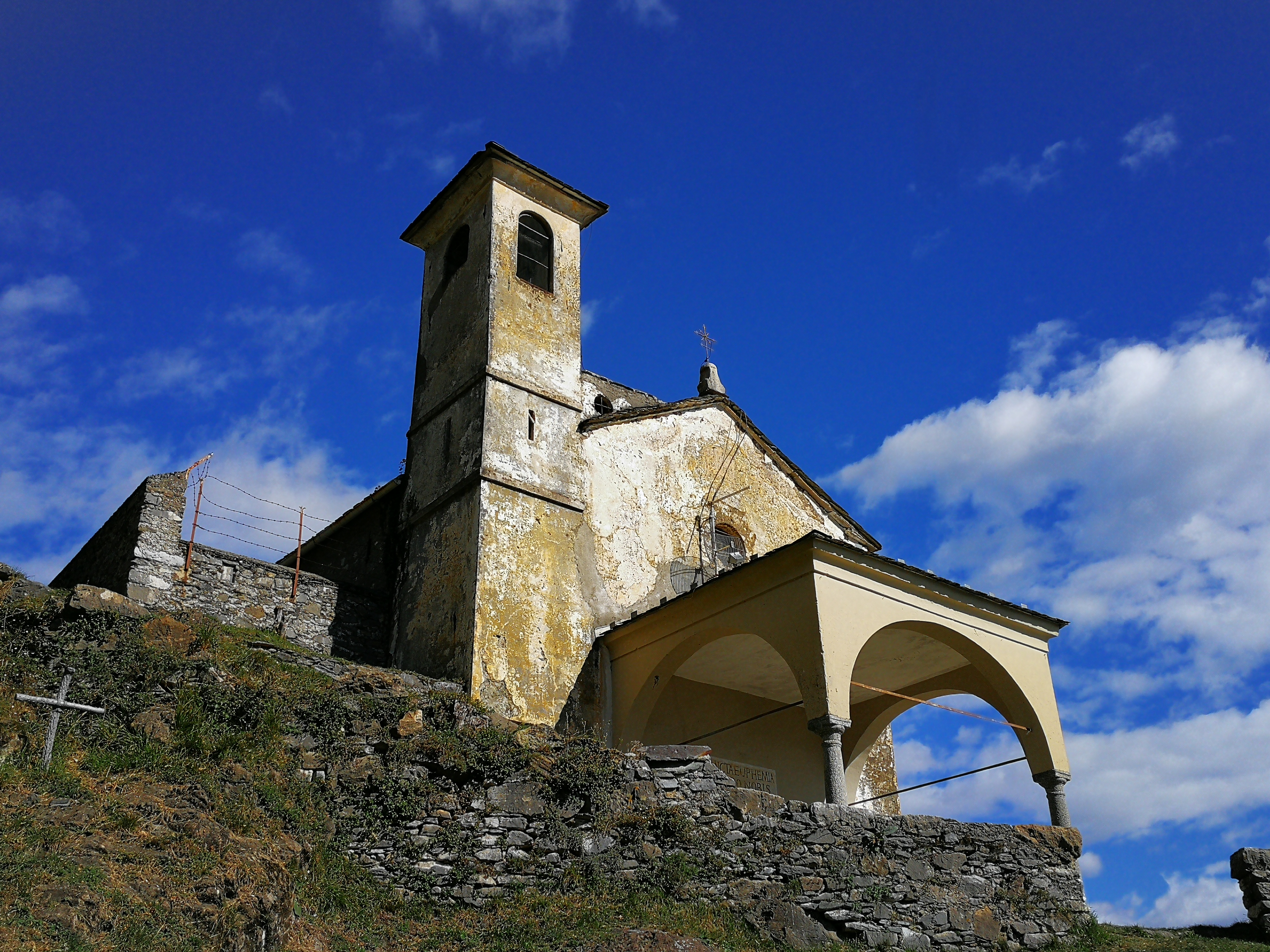
La chiesa di Sant'Eufemia (XVII secolo) nel complesso del castello di Musso

Cacciati i Malacrida, Galeazzo Maria Sforza affidò i possedimenti e la rocca di Musso alla famiglia Cotignola, ai quali rimase sino al 1493 quando Biagio Malacrida, ottenuto il perdono da Ludovico il Moro, venne restaurato nel proprio feudo. Di fronte alla frequente minaccia dell'invasione dei Grigioni, Biagio Malacrida nel 1507 si pose sotto la protezione del capitano di ventura al maresciallo Gian Giacomo Trivulzio (alleato dei Francesi). In quello stesso periodo i Grigioni attaccarono e distruggono quasi completamente il castello e a quel punto il Malacrida decide di cedere il controllo dell'intero feudo al Trivulzio, il quale amplierà ulteriormente la rocca con la costruzione di nuove mura atte a resistere alle nuove artiglierie. Al Trivulzio verrà inoltre concesso il diritto di battere moneta, creando all'interno della rocca una zecca. Sempre sul progetto del Trivulzio venne costruito il porto annesso al borgo fortificato e venne riedificata la rocca superiore. Alla morte di Gian Giacomo Trivulzio nel 1518, il feudo passò a Gerolamo Squinzano per poi passare a Sebastiano da Novara.
Dopo di questi fu però la figura di Gian Giacomo Medici detto il Medeghino a prendere possesso della rocca, facendone sede di un proprio piccolo stato sul lago di Como. Questi, fuggito da Milano a seguito di un omicidio, si impadronì nel 1522 del castello di Musso, facendone quartier generale per le proprie scorribande e per i propri mercenari in un periodo di dieci anni. Dalla rocca, che serviva anche come porto sicuro per le operazioni piratesche intraprese dal Medici sul lago, Gian Giacomo diresse l'occupazione delle Tre Pievi, di Gravedona, di Dongo e del castello di Chiavenna, da tempo nelle mani alle Tre Leghe Grigie. Sotto il periodo del Medici, la rocca raggiunse la propria massima estensione con la costruzione di una triplice cinta muraria arroccata su uno sperone roccioso a picco sul lago, controllando così i traffici di merci ed armati dalla Svizzera alla pianura. Tra le mura e la montagna era presente un fossato di pali acuminati voluto espressamente dal Medici per scoraggiare l'assalto da parte dei nemici. Negli anni successivi all'occupazione del Medeghino, partendo dalla Val Mesolcina, si fecero sempre più frequenti e pressanti gli attacchi dei Grigioni alla rocca di Musso finché nel 1532 il Medici non decise di cedere la propria fortezza al duca di Milano, Francesco II Sforza, lasciando che i Grigioni la demolissero nel marzo dello stesso anno. In cambio il Medeghino ottenne il marchesato di Melegnano, paese dove non risiedette mai preferendo porsi al soldo della Spagna, ma dove comunque i suoi discendenti fecero affrescare delle sale ove ancora oggi è possibile ammirare il castello di Musso.

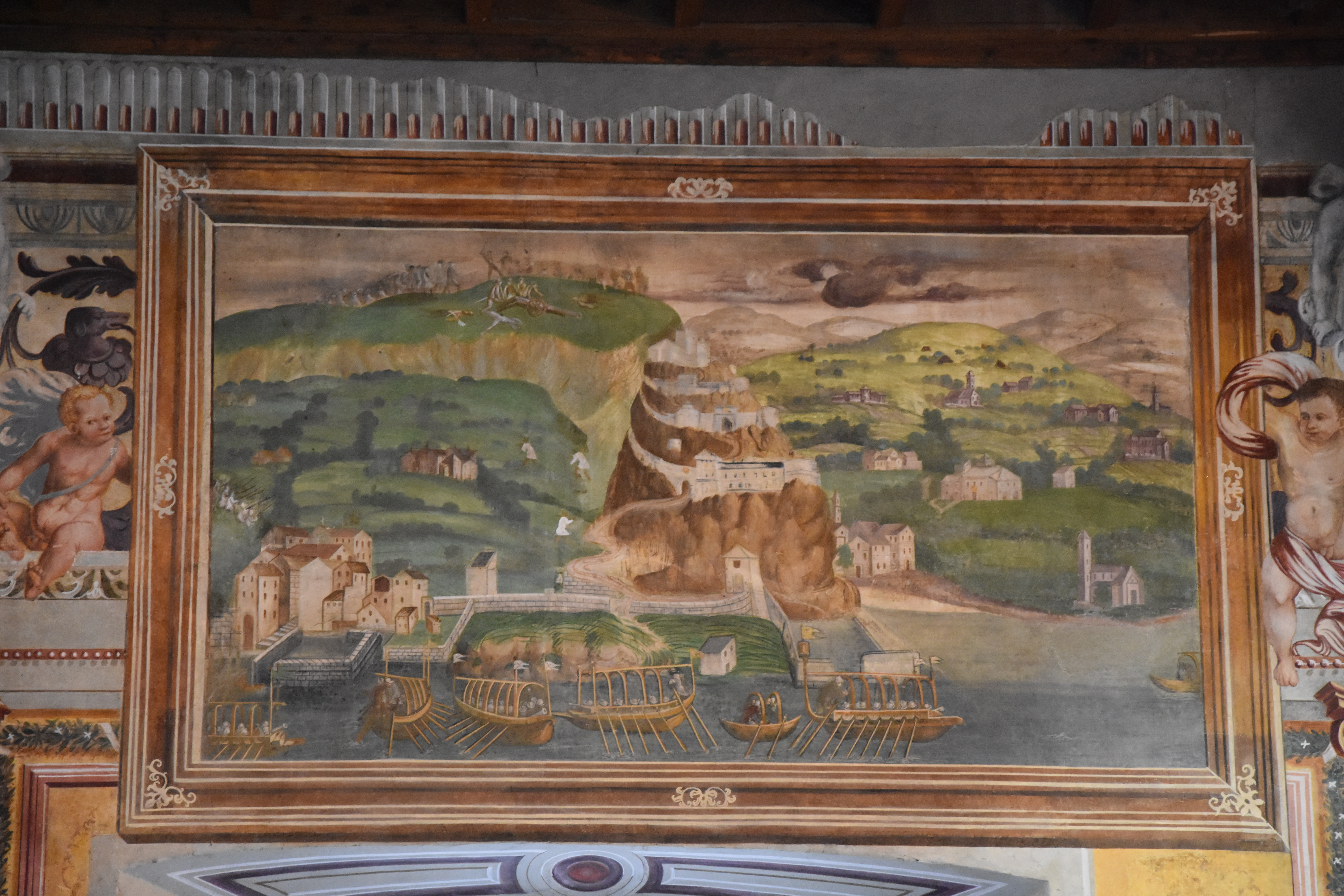
Il castello di Musso affrescato nella Sala delle Battaglie del Castello di Melegnano.

Sotto la dominazione spagnola, tornarono al castello di Musso i Malacrida nel 1532, i quali ricostruirono solo in parte le mura del castello. Nel 1617 il castello venne acquistato dalla famiglia Bossi che vi rimase sino al 1838. Nel 1636, durante la Guerra di successione di Mantova tra francesi e spagnoli, venne ricostruita parte della rocca come sostegno al forte di Fuentes contro i francesi provenienti da nord. Nel 1701 quello che rimaneva della rocca venne utilizzato dagli austriaci come difesa contro gli spagnoli durante le lotte per la successione al Ducato di Milano.
Poco oggi è rimasto delle antiche fortificazioni, non solo per le frequenti demolizioni, ma anche per la presenza delle cave di marmo di Musso che sin dall'epoca romana vennero utilizzate come fonte di pietra pregiata da costruzione e da decorazione.
Mentre era parroco a Pianello del Lario, anche il futuro San Luigi Guanella si interessò alla storia del castello di Musso, scrivendo una serie di articoli che vennero pubblicati sul giornale locale L'Ordine e che successivamente vennero riuniti in una pubblicazione.

### Il "Giardino del merlo"
Nella parte inferiore alla chiesa di Sant'Eufemia un notabile locale, l'ingegner Giovanni Manzi, a partire dal 1858 e fino alla sua morte, avvenuta nel 1883, fece realizzare un orto botanico noto come "Giardino del merlo", nel quale fece introdurre piante esotiche provenienti da tutto il mondo. Tra i diversi esemplari qui presenti ricordiamo delle palme (dei generi Trachycarpus fortunei, Chamaerops humilis e Brahea armata), rovere, alloro, bosso comune, Opuntia engelmannii, Euphorbiaceae, ruta, Citrus × aurantium, Cycas revoluta, Idesia polycarpa, canfora, magnolia, Melia azedarach, banano, papiro, olivo, ligustro, camelia, azalea, passiflora, viburno, lagerstroemia, agave americana, eucalipto, cedro, oleandro, lauroceraso, bambù, yucca e pino domestico.

Lo stesso San Luigi Guanella, che ebbe modo di visitare e di descrivere ampiamente il giardino e le specie ivi coltivate a fine Ottocento, disse di questo luogo: